# Американска психоаналитична асоциация
Американската психоаналитична асоциация (съкр. АПсА) е дружество на психоаналитиците в САЩ. Основана е през 1911 г. и е част от Международната психоаналитична асоциация.
Асоциацията се състои от 29 акредитирани тренировъчни института и 38 психоаналитични общества на цялата територия на САЩ. В нея членуват повече от 3500 психоаналитика, които провеждат срещи два пъти в годината (януари и юни), с цел обмен на идеи, представяне на книги и изследвания, обсъждане на обучението и членството.
Американската психоаналитична асоциация издава собствено списание „Journal of the American Psychoanalytic Association“ (Журнал на американската психоаналитична асоциация).